# Nosmips
 Nosmips  ist eine ausgestorbene Gattung der Primaten, die vor rund 37 Millionen Jahren im Gebiet der heutigen Fossillagerstätte Fayyum in Ägypten vorkam. Typusart und zugleich bislang einzige Art der Gattung ist Nosmips aenigmaticus. Die stammesgeschichtliche Einordnung der Gattung innerhalb der Ordnung der Primaten ist ungeklärt.

## Namensgebung
Die Bezeichnung der Gattung Nosmips ist eine anagrammierte Veränderung des Namens Simpson und ehrt den US-amerikanischen Paläontologen „und Anagramm-Enthusiasten“ George Gaylord Simpson. Das Epitheton der Typusart, aenigmaticus, ist abgeleitet von lateinisch aenigma ‚Rätsel‘ (im Sinne von ‚das Rätselhafte‘) und nimmt Bezug auf die unklare Position von Gattung und Typusart im Stammbaum der Primaten.

## Erstbeschreibung
Holotypus der Gattung und zugleich der Typusart Nosmips aenigmaticus ist ein Prämolar P4 aus der linken Hälfte eines Unterkiefers (Sammlungsnummer CGM 66002) aus der Fundstelle BQ-2. Die Fundstelle gehört dem Umm Rigl Member an, das innerhalb der Ablagerungsfolge des Fayyum je nach Ansicht entweder den obersten Abschnitt der Birket Qarun Formation oder den untersten der Qasr-el-Sagha-Formation bildet. Als Paratypen wurden weitere einzeln gefundene Zähne benannt, die sowohl aus Unterkiefern als auch aus Oberkiefern stammen: drei Molaren (M1 bis M3) und vier weitere Prämolaren (P3 und P4). Die Prämolaren sind ungewöhnlich lang und ihre Gestalt ähnelt eher den zeittypischen Molaren fossiler Primaten. Die Merkmale ihrer Zähne lassen darauf schließen, dass es sich um ein relativ großes Tier gehandelt haben muss und dass die Tiere sich zu Lebzeiten vorwiegend von Früchten und gelegentlich auch von Insekten und Blattwerk ernährten.
Nosmips aenigmaticus wurde aus einer Gesteinsschicht geborgen, in der zuvor u. a. Fossilien von Afradapis, Saharagalago, Karanisia und Biretia entdeckt worden waren; jedoch steht die Gattung Nosmips keiner dieser ähnlich alten Gattungen sonderlich nahe. In der Erstbeschreibung wurde vermutet, dass es sich bei Nosmips aenigmaticus um eine hochgradig spezialisierte Art einer bislang nicht identifizierten Klade von in Afrika endemischen Primaten handeln könne.

## Belege
1. 1 2 3 4  Erik R. Seiffert, Elwyn L. Simons, Doug M. Boyer, Jonathan M. G. Perry, Timothy M. Ryan, Hesham M. Sallam: A fossil primate of uncertain affinities from the earliest late Eocene of Egypt. In: PNAS. Band 107, Nr. 21, 2010, S. 9712–9717, doi:10.1073/pnas.1001393107, Volltext (PDF).
2. ↑  Chris King, Charlie Underwood, Etienne Steurbaut: Eocene stratigraphy of the Wadi Al-Hitan World Heritage Site and adjacent areas (Fayum, Egypt). In: Stratigraphy. Band 11 (3–4), 2014, S. 185–234.